# 千島公園 (紐約州)
千島公園（英語：Thousand Island Park）是位於美國紐約州傑佛遜縣的普查規定居民點。

## 人口
根據2020年美國人口普查的數據，千島公園的面積為1.63平方千米，當中陸地面積為0.77平方千米，而水域面積為0.86平方千米。當地共有人口96人，而人口密度為每平方千米58.9人。